# Gianfranco Barra
Pour les articles homonymes, voir Barra.
Gianfranco Barra est un acteur italien né le 5 avril 1940 à Rome (royaume d'Italie) et mort le 23 mars 2025 dans la même ville.

## Biographie
Gianfranco Barra a étudié à l'Académie nationale d'art dramatique Silvio-D'Amico de sa ville natale. D'abord actif sur scène, il a fait ses débuts au cinéma en 1968. Il est également actif à la télévision, dans des publicités et comme dramaturge. Il a joué dans plus de 80 films.
Inactif pendant une décennie, il meurt à Rome le 23 mars 2025, à l'âge de 84 ans.

## Filmographie
- 1968 : Le Gynéco de la mutuelle (Il medico della mutua) de Luigi Zampa : Docteur à l'hôpital
- 1970 : Enquête sur un citoyen au-dessus de tout soupçon (Indagine su un cittadino al di sopra di ogni sospetto) d'Elio Petri (non crédité)
- 1970 : On ne greffe pas que les cœurs... (Il trapianto) de Steno : le secrétaire du parti communiste (non crédité)
- 1971 : Détenu en attente de jugement (Detenuto in attesa di giudizio) de Nanni Loy (non crédité)
- 1972 : Abus de pouvoir (Abuso di potere) de Camillo Bazzoni : le vendeur de poisson
- 1972 : Avanti ! de Billy Wilder : Bruno
- 1972 : Il sindacalista de Luciano Salce : Carabiniere
- 1972 : La Longue Nuit de l'exorcisme (Non si sevizia un paperino) de Lucio Fulci : Impallomeni (non crédité)
- 1972 : Mimi métallo blessé dans son honneur (Mimì metallurgico ferito nell'onore) de Lina Wertmüller : Serg. Amilcare Finnocchiaro
- 1972 : Société anonyme anti-crime (La polizia ringrazia) : Agente Esposito
- 1972 : Deux Frères appelés Trinita de Renzo Genta et Richard Harrison
- 1973 : Film d'amour et d'anarchie (Film d'amore e d'anarchia, ovvero 'stamattina alle 10 in via dei Fiori nella nota casa di tolleranza...) de Lina Wertmüller
- 1973 : La Villégiature (La villaggiatura) de Marco Leto : Prêtre
- 1973 : Rapt à l'italienne (Mordi e fuggi) de Dino Risi : Policier Barra
- 1974 : Fatevi vivi, la polizia non interverrà de Giovanni Fago : Carlo
- 1974 : L'arbitro de Luigi Filippo D'Amico : Policier
- 1974 : Il lumacone de Paolo Cavara : Il portiere
- 1974 : La poliziotta de Steno : Docteur Gargiulo
- 1974 : Pain et Chocolat (Pane e cioccolata) de Franco Brusati : le turc
- 1974 : Permettete, signora, che ami vostra figlia de Gian Luigi Polidoro : le client de l'hôtel
- 1975 : L'Accusé (La polizia accusa: il Servizio Segreto uccide) de Sergio Martino : De Luca
- 1975 : La Mazurka du baron (La mazurka del barone, della santa e del fico fiorone) de Pupi Avati : Sergent Caputo
- 1975 : À en crever (Morte sospetta di una minorenne) de Sergio Martino : Teti
- 1976 : La Prof du bahut (La professoressa di scienze naturali) de Michele Massimo Tarantini : Preside
- 1976 : Le Patron et l'Ouvrier (Il padrone e l'operaio) de Steno : Voisin de Carminati
- 1976 : Mesdames et messieurs, bonsoir (Signore e signori, buonanotte) : Nocella (non crédité)
- 1976 : Spogliamoci così, senza pudor... : Franco Corradini (segment "La Squadra di calcio")
- 1977 : Enquête à l'italienne (Doppio delitto) de Steno : Cantalamessa
- 1977 : L'altra metà del cielo de Franco Rossi : Minatore
- 1977 : Les Nouveaux Monstres (I nuovi mostri) : le mafioso (segment Con i saluti degli amici)
- 1977 : Lâche-moi les jarretelles (La vergine, il toro e il capricorno) de Luciano Martino : Alberto Scapicolli
- 1978 : La Prof connaît la musique (L'insegnante viene a casa) de Michele Massimo Tarantini : Père du Docteur Busatti - Marcello
- 1979 : La Flic à la police des mœurs (La poliziotta della squadra del buon costume) de Michele Massimo Tarantini : Commissaire Nardecchia
- 1979 : Les Monstresses (Letti selvaggi) de Luigi Zampa : Lester
- 1980 : Le Coq du village (Fico d'India) de Steno : le commissaire de police
- 1980 : Le Lion du désert (أسد الصحراء,) de Moustapha Akkad : Sentry
- 1980 : Sucre, Miel et Piment (Zucchero, miele e peperoncino) de Sergio Martino
- 1982 : Adorables infidèles de Michele Massimo Tarantini
- 1982 : Banana Joe de Steno : Torcillo
- 1982 : Bonne comme du pain : le commissaire de police
- 1982 : Crime au cimetière étrusque (Assassinio al cimitero etrusco) de Sergio Martino : le commissaire de police
- 1982 : Eccezzziunale... veramente : Ispettore Patané
- 1982 : Giggi il bullo
- 1982 : Pierino colpisce ancora : Professeure agli esami
- 1983 : Double Zéro de conduite : Professeur Giandomenico Gelmetti / Palle Secche
- 1983 : Gian Burrasca : Maralli
- 1983 : Sapore di mare 2 - Un anno dopo : Père d'Antonio Pinardi - Paolo
- 1983 : Time for Loving
- 1984 : Il tifoso, l'arbitro e il calciatore
- 1986 : Le Mal d'aimer de Giorgio Treves : Le Sodomite
- 1988 : Domani, domani (Domani accadrà) de Daniele Luchetti : Biagio
- 1988 : La maschera de Fiorella Infascelli : Bartolo
- 1988 : Se lo scopre Gargiulo : Ispettore sanitario
- 1988 : The Gamble : Manolo
- 1990 : Tre colonne in cronaca
- 1991 : Il muro di gomma de Marco Risi : Ministre de la Défense
- 1992 : Gole ruggenti : Mazza
- 1992 : La Course de l'innocent de Carlo Carlei : Porter
- 1992 : Un ours nommé Arthur (Un orso chiamato Arturo) de Sergio Martino
- 1993 : 18000 giorni fa : Marrari
- 1993 : Assolto per aver commesso il fatto
- 1993 : Giovanni Falcone de Giuseppe Ferrara : Vincenzo Geraci
- 1993 : Nel continente nero : Sparafico
- 1994 : Miracolo italiano : Onorevole Proietti
- 1994 : Only You de Norman Jewison : Danieli Concierge
- 1996 : Classe mista 3A : Professeur d'italien
- 1998 : Passage pour le paradis : Avocat
- 1999 : Le Talentueux Mr Ripley d'Anthony Minghella : Aldo
- 1999 : Panni sporchi de Mario Monicelli : Don Paolo
- 1999 : Screw Loose : Guido Puccini
- 2000 : Il suffit d'une nuit de Philip Haas : Peppino
- 2001 : Ravanello pallido : Osvaldo Pignatti
- 2002 : Heaven de Tom Tykwer : le Lieutenant
- 2003 : Il pranzo della domenica : Onorevole
- 2004 : Le Barzellette
- 2006 : Ma che ci faccio qui ! : Arturo Visone
- 2006 : Terapia Roosevelt
- 2007 : A Dinner for Them to Meet : Corrado Baghdikian
- 2007 : Come tu mi vuoi de Volfango De Biasi : Professeur
- 2007 : Nero bifamiliare
- 2010 : Alice d'Oreste Crisostomi : Padre
- 2010 : La passione : Docteur